# 유림로 (경주시)
유림로(Yurim-ro)는 경상북도 경주시 황성동에서 시작하여, 용강동을 거쳐 용강네거리까지 연결하는 도로이다.

## 노선 경로
| 삼거리 명칭 미상                 | 강변로 | 포항 방향 경주 방향        |
| 삼거리 명칭 미상                 | 황성로 |                            |
| 용강네거리                       | 원화로 | 포항 방향 경주 · 울산 방향 |
| 산업로와 직결 (경주 · 울산 방향) |        |                            |

## 주요 건물 및 시설
| 표기 | 건물명         | 도로명주소                           |
| ---- | -------------- | ------------------------------------ |
| 짝수 | 제일아파트     | 경상북도 경주시 유림로 6-9 (황성동)  |
| 짝수 | 황성동청년회   | 경상북도 경주시 유림로 44-2 (황성동) |
| 짝수 | 청소년문화센터 | 경상북도 경주시 유림로 44-6 (황성동) |